# 14. група хемијских елемената
14. група хемијских елемената је једна од 18 група у периодном систему елемената. У овој групи се налазе: угљеник, силицијум, германијум, калај, олово и флеровијум. У овој групи се налазе један неметал, два металоида, и три слаба метала. Сви елементи ове групе се јављају у природи сем флеровијума који је вештачки добијен. У овој групи сви елементи су у чврстом агрегатном стању. Атомске масе ових елемената крећу се између 12,01 и 289. Ова група носи називе: угљеникова група хемијских елемената и IVА група хемијских елемената
У модерној  нотацији назива се група 14. У области физике полупроводника, још увек се универзално назива група IV. Ова група је некада била позната и као тетрели (од грчке речи тетра, што значи четири), која потиче од римског броја IV у називима група, или (не случајно) из чињенице да ови елементи имају четири валентна електрона (погледајте испод). Такође су познати као кристалогени или адамантогени.

## Карактеристике

### Хемијске
Као и друге групе, чланови ове породице показују обрасце у конфигурацији електрона, посебно у најудаљенијим љускама, што резултира трендовима у хемијском понашању:
|     | Елемент    | Бр. електрона/љуска                  |
| --- | ---------- | ------------------------------------ |
| 6   | Угљеник    | 2, 4                                 |
| 14  | Силицијум  | 2, 8, 4                              |
| 32  | Германијум | 2, 8, 18, 4                          |
| 50  | Калај      | 2, 8, 18, 18, 4                      |
| 82  | Олово      | 2, 8, 18, 32, 18, 4                  |
| 114 | Флеровијум | 2, 8, 18, 32, 32, 18, 4 (предвиђено) |

Сваки од елемената у овој групи има 4 електрона у својој спољашњој љусци. Изоловани атом неутралне групе 14 има конфигурацију  у основном стању. Ови елементи, посебно угљеник и силицијум, имају снажну склоност ка ковалентном везивању, што обично доводи спољашњи омотач до осам електрона. Везе у овим елементима често доводе до хибридизације где се различити s и p карактери орбитала бришу. За једноструке везе, типичан распоред има четири пара  електрона, иако постоје и други случајеви, као што су три sp2 пара у графену и графиту. Двоструке везе су карактеристичне за угљеник (алкени, {\displaystyle {\ce {CO2}}}...); исто за π-системе уопште. Тенденција губљења електрона се повећава како се величина атома повећава, као и са повећањем атомског броја. Сам угљеник формира негативне јоне, у облику карбидних (C4−) јона. Силицијум и германијум, који су металоиди, могу да формирају +4 јона. Калај и олово су метали, док је флеровијум синтетички, радиоактивни елемент (његово полувреме је веома кратко, само 1,9 секунди) који може имати неколико особина сличних племенитом гасу, иако је и даље највероватније постпрелазни метал. Калај и олово имају способност да формирају +2 јоне. Иако је калај хемијски метал, његов α алотроп више личи на германијум него на метал и лош је електрични проводник.
Угљеник формира тетрахалиде са свим халогенима. Угљеник такође формира многе оксиде као што су угљен моноксид, угљен-субоксид и угљен-диоксид. Угљеник формира дисулфиде и диселениде.
Силицијум формира неколико хидрида; два од њих су SiH4 и Si2H6. Силицијум формира тетрахалиде са флуором, хлором, бромом и јодом. Силицијум такође формира диоксид и дисулфид. Силицијум нитрид има формулу .
Германијум формира пет хидрида. Прва два германијум-хидрида су 4 и . Германијум формира тетрахалиде са свим халогенима осим астата, и формира дихалиде са свим халогенима осим брома и астата. Германијум се везује за све природне појединачне халкогене осим полонијума и формира диоксиде, дисулфиде и диселениде. Германијум нитрид има формулу .
Калај формира два хидрида:  и . Калај формира дихалиде и тетрахалиде са свим халогенима осим астата. Калај формира халкогениде са једним од сваког природног халкогена осим полонијума, и формира халкогениде са по два од сваког природног халкогена осим полонијума и телура.
Олово формира један хидрид, који има формулу . Олово са флуором и хлором формира дихалиде и тетрахалиде и формира дибромид и дијодид, иако су тетрабромид и тетрајодид олова нестабилни. Олово формира четири оксида, сулфид, селенид и телурид.
Нису позната једињења флеровијума.

### Физичке
Тачке кључања групе угљеника имају тенденцију да буду ниже са порастом тежине елемената. Угљеник, најлакши елемент групе угљеника, сублимира на 3825 °C. Тачка кључања силицијума је 3265 °C, германијума је 2833 °C, калаја 2602 °C, а олова 1749 °C. Флеровијум се предвиђа да кључа на -60 °C. Тачке топљења елемената групе угљеника имају отприлике исти тренд као и њихове тачке кључања. Силицијум се топи на 1414 °C, германијум се топи на 939 °C, калај се топи на 232 °C, а олово се топи на 328 °C.
Кристална структура угљеника је хексагонална; при високим притисцима и температурама формира дијамант (погледајте испод). Силицијум и германијум имају дијамантску кубну кристалну структуру, као и калај на ниским температурама (испод 13,2 °C)). Калај на собној температури има тетрагоналну кристалну структуру. Олово има тесералну кристалну структуру.
Густине елемената групе угљеника имају тенденцију повећања са повећањем атомског броја. Угљеник има густину од 2,26 грама по кубном центиметру, силицијум има густину од 2,33 грама по кубном центиметру, германијум има густину од 5,32 грама по кубном центиметру. Калај има густину 7,26 грама по кубном центиметру, а олово 11,3 грама по кубном центиметру.
Атомски радијуси елемената групе угљеника имају тенденцију повећања са повећањем атомског броја. Атомски радијус угљеника је 77 пикометара, силицијума 118 пикометара, германијума 123 пикометара, калаја 141 пикометар, а олово има радијус од 175 пикометра.

#### Алотропи
Угљеник има више алотропа. Најчешћи је графит, који је угљеник у облику наслаганих листова. Други облик угљеника је дијамант, али то је релативно ретко. Аморфни угљеник је трећи алотроп угљеника; компонента је чађи. Још један алотроп угљеника је фулерен, који има облик листова атома угљеника пресавијених у сферу. Пети алотроп угљеника, откривен 2003. године, назива се графен и у облику је слоја атома угљеника распоређених у формацију у облику саћа.
Силицијум има два позната алотропа која постоје на собној температури. Ови алотропи су познати као аморфни и кристални алотропи. Аморфни алотроп је смеђи прах. Кристални алотроп је сив и има метални сјај.
Калај има два алотропа: α-калај, познат и као сиви калај, и β-калај. Калај се обично налази у облику β-калаја, сребрног метала. Међутим, при стандардном притиску, β-калај се претвара у α-калај, сиви прах, на температурама испод 13,2 °C (55,8 °F). Ово може довести до тога да се калајни предмети на ниским температурама сруше у сиви прах у процесу познатом као трулеж калаја.

### Једро
Најмање два елемента групе угљеника (калај и олово) имају магична језгра, што значи да су ови елементи чешћи и стабилнији од елемената који немају магично језгро.

#### Изотопи
Постоји 15 познатих изотопа угљеника. Од тога, три су природна. Најчешћи је стабилни угљеник-12, а затим стабилни угљеник-13. Угљеник-14 је природни радиоактивни изотоп са временом полураспада од 5.730 година.
Откривено је 23 изотопа силицијума. Пет од њих је природно. Најчешћи је стабилни силицијум-28, затим стабилни силицијум-29 и стабилни силицијум-30. Силицијум-32 је радиоактивни изотоп који се природно јавља као резултат радиоактивног распада актиноида и спалацијом у горњој атмосфери. Силицијум-34 се такође јавља у природи као резултат радиоактивног распада актиноида.
Откривено је 32 изотопа германијума. Пет од њих је природно. Најчешћи је стабилни изотоп германијум-74, затим стабилни изотоп германијум-72, стабилни изотоп германијум-70 и стабилни изотоп германијум-73. Изотоп германијум-76 је примордијални радиоизотоп.
Откривено је 40 изотопа калаја. 14 од њих се јавља у природи. Најчешћи је калај-120, затим калај-118, калај-116, калај-119, калај-117, калај-124, калај-122, калај-112 и калај-114: сви су стабилни. Калај такође има четири радиоизотопа који настају као резултат радиоактивног распада уранијума. Ови изотопи су калај-121, калај-123, калај-125 и калај-126.
Откривено је 38 изотопа олова. 9 од њих се природно јављају. Најчешћи изотоп је олово-208, затим олово-206, олово-207 и олово-204: сви су стабилни. 4 изотопа олова настају радиоактивним распадом уранијума и торијума. Ови изотопи су олово-209, олово-210, олово-211 и олово-212.
Откривено је 6 изотопа флеровијума (флеровијум-284, флеровијум-285, флеровијум-286, флеровијум-287, флеровијум-288 и флеровијум-289). Ништа од овога се не јавља природно. Најстабилнији изотоп флеровијума је флеровијум-289, који има време полураспада од 2,6 секунди.